# South Dragons
I South Dragons sono stati una squadra di pallacanestro di Melbourne, Australia. La società ha giocato nella lega nazionale australiana (NBL, National Basketball League).

## Storia
La squadra è nata il 13 ottobre 2005 quando Mark Cowan, grafico e proprietario del Cowan Basketball, e Raphael Geminder, presidente della Visy Industries, hanno acquistato i diritti dei Victoria Giants/Titans per fondare una nuova squadra di NBL a Melbourne.
Cowan è l'azionista di maggioranza con il 51%, mentre Geminder è al 49%. Nome ed uniformi furono annunciate il 15 dicembre 2005.
I South Dragons sono entrati nella NBL come dodicesima franchigia nella stagione 2006/07, con la promessa di inserire nel roster i giovani giocatori australiani che tornano dalla NCAA.
I Dragons assunsero l'ex NBA All-Star Mark Price come allenatore il 1º marzo 2006. La sua nomina fu annunciata il giorno dopo che Melbourne Tigers, rivali cittadini, vinsero il campionato. Entrarono nello staff anche altri personaggi noti, come l'ex giocatrice della WNBA e capitano della nazionale di pallacanestro femminile dell'Australia Michele Timms.
La squadra esordì nella NBL il 26 settembre 2006 contro i New Zealand Breakers al North Shore Events Centre di Auckland, perdendo 112-106.
Price si dimise il 22 ottobre dopo aver perso le prime cinque partite, adducendo problemi familiari; fu rimpiazzato dal capitano della squadra Heal, che rimase in sella fino a fine stagione. Price accusò poi Heal di avere manovrato per farlo licenziare.
Dopo sei sconfitte vinsero la prima partita con i Cairns Taipans 96-86. Nel Boxing Day 2006 i South Dragons ottennero una storica vittoria nel derby con i Melbourne Tigers 107-94, davanti a 9175 spettatori alla Vodafone Arena.
In regular season finirono con 15-18, ma nei play-off persero subito con i Cairns 97-118 al Cairns Convention Centre.

## La squadra
| South Dragons I Giocatori                |                                          |                                          |                                          |               |
| Allenatore: Shane Heal                   |                                          |                                          |                                          |               |
| Assistente: Matt Shanahan                |                                          |                                          |                                          |               |
| Assistente: Guy Molloy                   |                                          |                                          |                                          |               |
| 2                                        | Australia (bandiera)                     | Brad Hill                                | (SA)                                     |               |
| 8                                        | Stati Uniti (bandiera)                   | Cortez Groves *                          | (Missouri;Kansas State University)       |               |
| 44                                       | Stati Uniti (bandiera)                   | Nick Horvath *                           | (Minnesota; Duke University)             |               |
| 3                                        | Australia (bandiera)                     | Shane Heal                               | (VIC)                                    |               |
| 17                                       | Australia (bandiera)                     | Simon Conn                               | (VIC)                                    |               |
| 22                                       | Australia (bandiera)                     | Matt Burston                             | (WA)                                     |               |
| 11                                       | Australia (bandiera)                     | Luke Martin                              | (NSW)                                    |               |
| 41                                       | Australia (bandiera)                     | Brent Hobba                              | (WA; Colorado Christian)                 |               |
| 12                                       | Australia (bandiera)                     | Jacob Holmes                             | (SA)                                     |               |
| 7                                        | Australia (bandiera)                     | Joe Ingles                               | (SA; Australian Institute of Sport)      |               |
| 0                                        | Australia (bandiera)                     | Shannon Seebohm #                        | (SA; Australian Institute of Sport)      |               |
| * = Importato, # = Giocatore di sviluppo | * = Importato, # = Giocatore di sviluppo | * = Importato, # = Giocatore di sviluppo | * = Importato, # = Giocatore di sviluppo | South Dragons |